# Bạc má đen vai trắng
Bạc má vai trắng (danh pháp hai phần: Melaniparus guineensis) là một loài chim trong họ Bạc má.
Loài chim này sinh sống trong một vành đai trên toàn châu Phi từ Senegal ở phía tây Kenya và Ethiopia ở phía đông. Đôi khi nó được coi là cùng loài bạc má đen cánh trắng (Parus leucomelas), và giống như loài đó, chủ yếu là màu đen với một bản vá cánh trắng, nhưng khác ở chỗ nó có mắt nhợt nhạt.
Nó là một thường trú tại các rừng cây lá kim trong suốt phạm vi của nó, và làm tổ trong các hốc cây. mỗi tổ có 4-6 trắng hơi hồng có đốm màu nâu đỏ.